# Schneider Automation
Schneider Automation, filiale de Schneider Electric, est une entreprise française qui propose, sous les marques Telemecanique, Quantum et Modicon, des produits industriels :
- de détection : capteurs photoélectriques, inductifs, capacitifs, à ultrasons, codeurs rotatifs, interrupteurs de position, etc.
- d'alimentation (alimentation à découpage, transformateurs, etc.)
- d'automatisation. Ces solutions reposent sur une offre complètes de relais, d'automates programmables (par exemple gamme TSX Modicon Premium ou Quantum), d'architecture d’automatisme (entrées-sorties distribuées Momentum ou Advantys), de solutions de sécurité, mais aussi sur des logiciels pour l'automatisation, permettant le paramétrage, la programmation ou d’aide à l’exploitation (PL7, Concept, ProWORKX 32, Unity Pro, etc.), des réseaux de communication et bus de terrain (ModBus, ModBus Plus, Profibus, InterBus, DeviceNet, CANopen, AS-i, LonWorks, FIPIO, FIPWAY, Uni-Telway, liaison séries RS232 et RS485...)
- de dialogue opérateur (produits d'IHM) tels que voyants, terminaux graphiques, PC industriels, pupitres de commandes, boîtes à boutons, les logiciels de supervision (Vijeo Citect, Monitor Pro)...
- de contrôle des moteurs : Contacteurs, protection (disjoncteurs, sectionneurs, relais thermiques), démarrage tout-ou-rien ou progressif...
- de contrôle de mouvement : Démarrage progressif, variateurs de vitesse, commande d'axe...
- des systèmes et architectures employant les solutions basées sur les nouvelles technologies universelles Ethernet TCP/IP et le Web (Transparent Ready) ou des modules de telegestion pour les infrastructures W@de RTU

Avant 2011, le siège social de Schneider Automation se trouvait à Sophia Antipolis dans les Alpes-Maritimes.
Aujourd'hui Schneider Automation regroupe ses activités de R&D au côté d'un de ses sites de production à Carros dans la vallée du Var.
En 2012, son chiffre d'affaires s'établissait à près de 169,8 millions d'euros avec un résultat net de 3,6 millions d'euros.